# NGC 6088A
NGC 6088A is een spiraalvormig sterrenstelsel in het sterrenbeeld Draak. Het hemelobject werd op 24 april 1789 ontdekt door de Duits-Britse astronoom William Herschel.

## Synoniemen
- MCG 10-23-29
- ZWG 298.13
- KCPG 485B
- PGC 57383